# دمام (ساز)

دَمام، که با نام دمامه و دبدبه نیز شناخته می‌شود، سازیست که در تقسیم‌بندی سازها جزو سازهای کوبه‌ای است با نوسان پوست به صدا در می‌آید و در دسته سازهای کوبه‌ای استوانه‌ای شکل قرار می‌گیرد. دمام بیشتر در جنوب ایران به ویژه در اکثر شهرهای استان بوشهر مثل بندر دیلم ،بندر ریگ، بندر گناوه، آبادان، برازجان و بندر دیر و بردستان و  بندرعباس و دیگر شهرهای جنوبی رایج است.
دمام زنی به همراه سنج و شیپور است.
در دمام زنی دمام های مختلفی وجود دارد و ریتم آنها فرق میکند به طور مثال
دمام اِشکون دمامیست با صدای تیز و زننده این دمام سرگروه دمام زنها محسوب میشود و شروع دمام زنی از این شخص گرفته میشود کار این دمام زن بداهه نوازی است و طوری که از اسمش پیداست اِشکون شکستن ریتم است.
نوع بعدی غِنبَر زن است این دمام مسعولیت هدایت کردن ریتم را دارد به نوعی که سرعت دمام زنی با این شخص بالا و پایین میشود.
نوع بعدی دمام زن ساده است به طوری که کار خاصی نباید انجام دهد و فقط باید ریتم ساده را دنبال کند-- ولی اگر یک شخص از گروه ریتم را اشتباه بزند کل گروه به هم ریخته و ریتم به هم میریزد

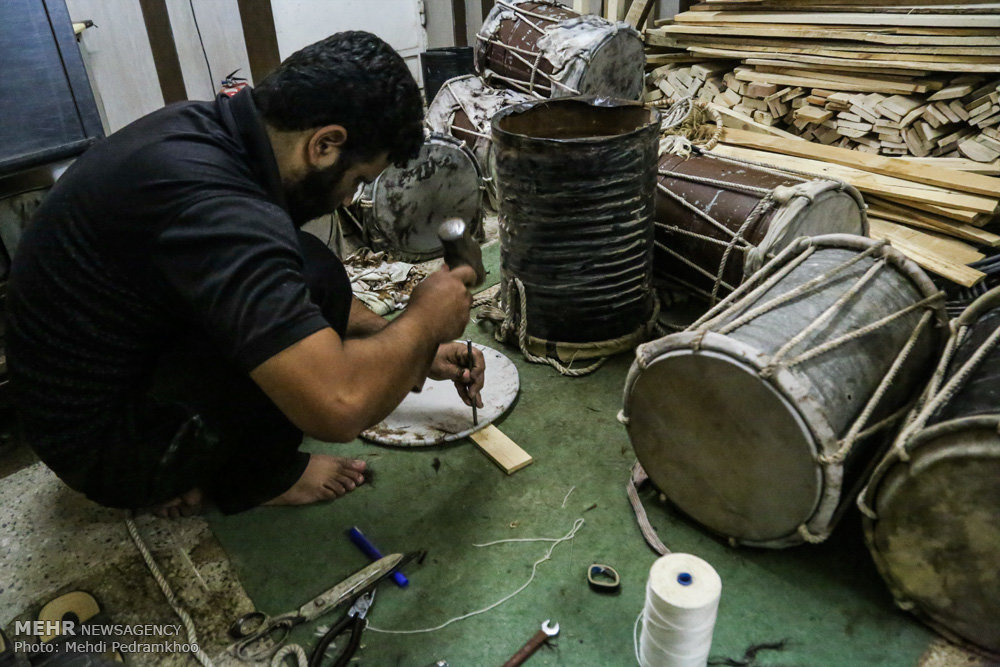
شخصی در حال تعمیر نوعی از دمام

## منشأ و تاریخچه
آنچه از تصویر نگاری‌های گذشته مشهود است حداقل در ۴۰۰۰ سال پیش در میانرودان و مصر طبل‌هایی یافت می‌شده که بعضی ازآن تاکنون به یادگار مانده‌است. در طول تاریخ مردم طبل‌ها را وسیله‌ای جادویی و قابل ستایش می‌شمردند و آن را به منظور دفع بدبختی و شومی یا به هنگام فراخوان ارواح پاک می‌نواختند. طبل‌ها برای اعلام خبر امور نظامی هم به کار رفته‌اند، همانگونه که برای آواز و پایکوبی نیز مورد استفاده فراوان داشتند. دمام نیز از این امور در طول تاریخ مستثنی نبوده‌است. طناب پیچی دمام به شکل Y بوده که شبیه به سازهای کوبه‌ای آفریقا و هندی می‌باشد. ظاهراً نام این ساز را از صدای آن تقلید کرده‌اند. از جمله سازهای کوبه‌ای جنوب ایران خصوصاً بوشهر ،بندر دیلم و بندر گناوه دمام است. دمام در مراسم آیینی گوناگون در جنوب ایران کاربرد داشته‌است که از آن جمله می‌توان به سنج و دمام، زار، نیمه‌های دریایی (زمزمه‌هایی هنگام صید)، دم دم سحری و سبالو اشاره کرد.

## اجزاء سازنده
دمام از بخش‌های زیر تشکیل شده‌است:
- پیپ، به بدنه استوانه‌ای شکل دمام بدون پوست بند و چمبره گفته می‌شود. پیپ‌های یک تکه چوبی را کلاً به «پیپ گُرمی» می‌شناسند. پیپ گُرم، قطعه‌ای از تنه یک درخت است که درون آن را خالی می‌نمودند و روی آن را صیقل داده و برای استحکام و زیبایی روی آن را روغن ورنیس می‌زدند.
- چمبره (چمپره)، حلقه‌ای است از جنس میله‌های باریک فلزی یا نی‌های خاص به نام بمبو، نی باز یا خیزران که آن را مدور می‌سازند. برای اینکه این نی قابل انعطاف باشد، آن را در آب می‌گذارند تا نرم شود، سپس آن را مدور کرده با بند دو سر آن را می‌بندند و اصطلاحاً آن را «لکه‌پیچی» می‌کنند. این عمل که به معنی پیچاندن تکه‌های پارچه یا الیاف به دور چمبره می‌باشد، آنقدر ادامه می‌یابد تا قطر نی یا میله به حدود سه سانتیمتر برسد. هر دمام چهار چمبره دارد، که دو تا دو تا هم اندازه‌اند. چمبره‌ای که ابتدا بر روی پوست قرار می‌گیرد باید کوچکتر باشد. چمبره‌ها در کل باید اندکی از دهانه دمام بزرگتر باشند. چمبره‌ها در کل به منظور نگهداری پوست‌ها در نظر گرفته می‌شوند تا بتوان توسط بندی که در آن می‌گذرانند پوست دمام را کشید و دمام‌ها را کوک کرد.
- پوست، برای ساخت دمام معمولاً از پوست بز پس از دباغی و زایل کردن موها استفاده می‌شود، هرچند گاهی در گذشته از پوست آهو نیز استفاده شده‌است.
- بند، برای ساخت دمام از بندهای الیافی استفاده می‌شود. این الیاف معمولاً از محصول درخت‌های خرما یا نارگیل است که از انواع آن می‌توان بند گش یا کمبال را نام برد. این نوع بند را نیز از کشورهای آفریقایی یا شهر بمبئی می‌آوردند.

## دمام‌سازی

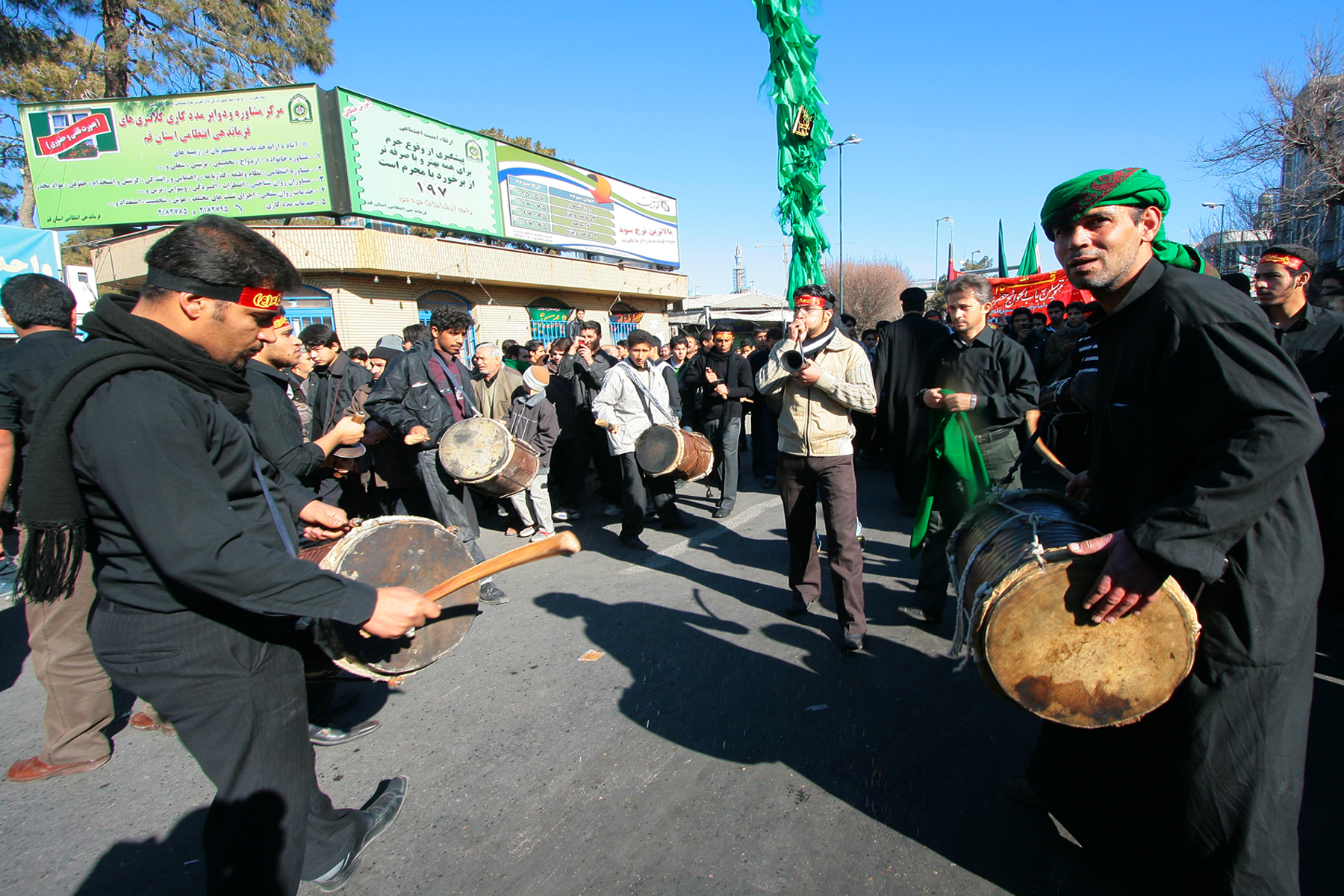
دمام، یکی از وسائل عزاداری در رسومات شیعه می‌باشد.

### وسایل
وسایل لازم برای ساخت دمام:
- سوزن بزرگ (سوزن جوال دوز)
- سمبه، ماکری یا گوه، این وسیله تکه چوبی هرمی شکل است که مابین چمبره وپیپ دمام قرار می‌دهند تا بند به آسانی از آن عبور کند.
- چوب حزام، چوب حزام دارای اندازهای بین سی تا چهل سانتیمتر است و آن معمولاً از چوبهای محکم مثل کنار می‌سازند.

### نحوه ساخت
ابتدا پوست را می‌گندانند، البته بعضاً برای برطرف کردن موها، آنرا تیغ می‌زنند. شیوه سنتی گندانیدن پوست در بوشهر به این شکل است که پوست را در خاکستر داغ می‌انداختند تا چربی‌های زائد از آن جدا شود و پس از گندانیدن، پوست را به دریا می‌بردند تا ضمن شستشوی آن با آب شور دریا موها نیز به راحتی از آن جدا شود البته این عمل در شهرهای دیگر مانند آبادان و یا هییت های جنوبی که در سایر شهرهای ایران در مراسمات مختلف علی الخصوص عزاداری ها به دمام زنی میپردازند با استفاده از آهک نیز انجام میگردد به این روش که پوست را چندین ساعت در آب آهک میخوابانند که با این عمل مو ها و چربی موجود روی پوست به راحتی زدوده میشود، لازم به ذکر است که خواباندن پوست در آهک اگر بیش از سه ساعت به طول بینجامد پوست کیفیت و دوام خود را تا قدری از دست میدهد.
آنگاه پوست عاری از مو و چربی را به روی دمام می‌کشیدند. (برای یک دمام دو پوست برای دو سر آن لازم است). سپس چمبره کوچکتر را روی پوست قرار می‌دهند، اضافات پوست را روی آن برمی‌گردانند، طوری که چمبره دوم روی پوست برگرداننده شده روی چمبره اول قرار گیرد، سپس پوست را دوباره به جهت اول برمی‌گردانند، حال دو چمبره در لابلای پوست‌ها محو شده‌اند. پوست دوم نیز عیناً به همین شکل عمل می‌شود سپس نوبت به قاب‌بندی دمام می‌رسد و آن به آین دلیل است که چمبره‌ها پس از خشک شدن به بالا برنگردند و پوستها شکل خود را از دست ندهند. قاب‌بندی در واقع بستن پوستها به‌طور افقی بر روی چمبره‌ها است. این کار توسط بند نازکی بنام «ستلی» انجام می‌شود. قاب‌بندی عملی موقتی است که پس از خشک شدن پوست‌ها باید بندهای ستلی را از روی پوستها برداشت. بعد از قاب‌بندی دمام نوبت به بند اندازی دمام می‌شود. در این مرحله سوزن بزرگی را که با خود بند دمام را می‌کشد از بین چمبره و دمام عبور می‌دهند برای سهولت کار سمبه را با فشار مابین پیپ و چمبره‌ها قرار می‌دهند تا بند به آسانی عبور کند. روی هر پوست دمام معمولاً هفت یا هشت سوراخ برای گذراندن بند تعبیه می‌شود.
بعد از اینکه بندها را عبور دادند، نوبت به بند کشی می‌رسد. برای این کار دمام را برای چند روزی در جایی که باد خشک بوزد قرار می‌دهند. در قدیم این دمام‌ها را در راه پله‌های طبقات فوقانی منازل قرار می‌دادند (سر پله). در این مرحله دمام‌ها نباید در معرض آفتاب قرار گیرد و برای خشک شدن پوست دقت می‌شود تا این کار فقط توسط باد انجام پذیرد. سپس دمام را بند کشی می‌کنند، البته دمام نو باید تا چند بار پس از استفاده دوباره بند کشی شود تا کاملاً پوست آن جا بیفتد.

### طریقه بند کشی
ابتدا دو نفر در طرفین کناره دمام نشسته، توسط چوب حزام، بندهای رد شده را یکی پس از دیگری از ابتدا شروع به کشیدن می‌کنند. این مرحله را کشیدن و یاً تیتTEYT کردن "،" سنات کردنSENAT "، یا "سمت" کردن گویند. حزام کردن که گاهی ازام نیز گفته می‌شود، هنگامی است که بند را به دور دمام به روشی خاص می‌بندند. برای این کار انتهای بند را با قسمت قبل که از زیر چمبره گذشته گره می‌زنند. سپس دو به دو بندها را که به شکل ۷یا ۸ می‌باشد به هم نزدیک می‌کنند. این کار به منظور هر چه سفت‌تر شدن (تیت کردن) بندها است که در نهایت خود به کشیده شدن بیشتر پوست و زیرتر شدن صدای دمام می‌انجامد.